# میلون کروتونی

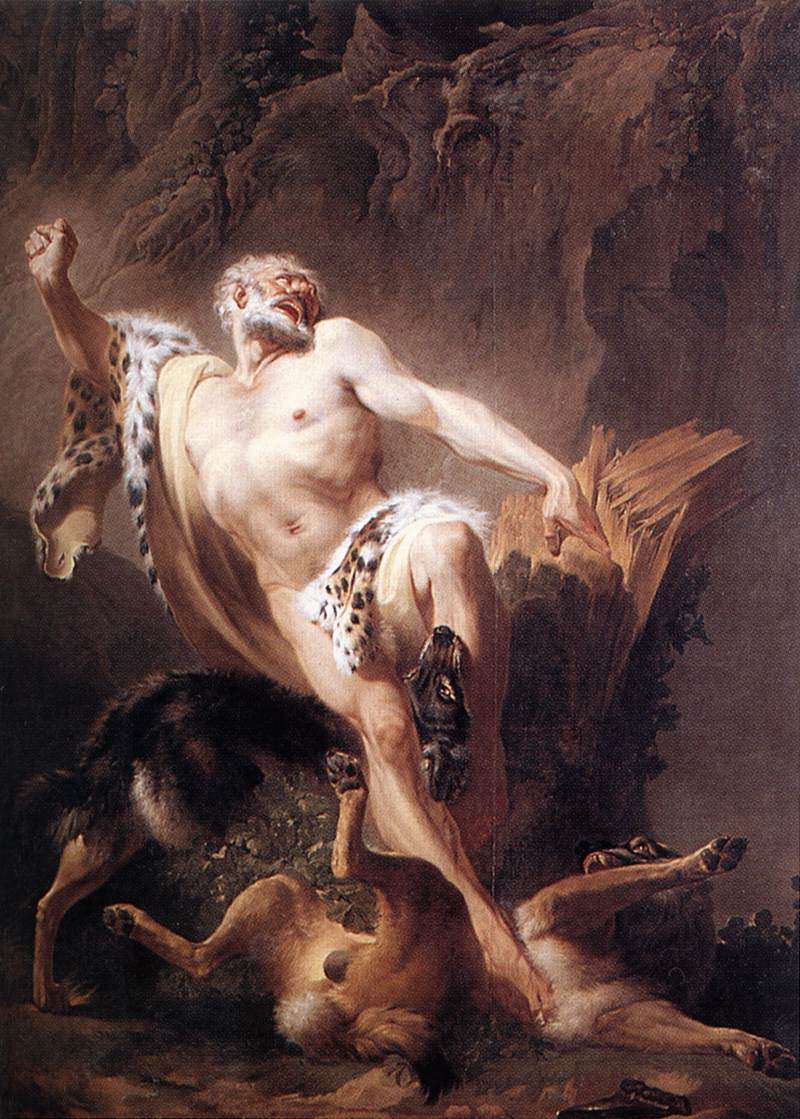
میلوی کروتونی اثر ژوزف-بنویت سووی (قرن هجدهم میلادی، رنگ روغن روی بوم)، که میلو را در حالی که دستش در تنه درخت گیر کرده و توسط یک گرگ مورد حمله قرار گرفته است، نشان می‌دهد.

میلو یا میلون، اهل کروتون ورزشکار معروف یونان باستان از مستعمره یونانی کروتون در مگنا گراسیا (ایتالیای امروزی) بود که در اواخر قرن ششم پیش از میلاد می‌زیست.
او شش بار قهرمان بازی‌های المپیک باستان شد. یک بار برای کشتی پسران در سال ۵۴۰ قبل از میلاد در المپیک شصتم، و پنج قهرمانی دیگر کشتی در المپیادهای شصت و دو تا شصت و ششم. میلو پس از این دستاوردها همچنان به رقابت ادامه می‌داد، حتی پس از این که به عنوان یک ورزشکار معمولی در المپیک در نظر گرفته می‌شد، همچنان شرکت می‌کرد. در المپیاد شصت و هفتم، او بیش از ۴۰ سال سن داشت. او همچنین در بسیاری از بازی‌های پیتیان شرکت می‌کرد.
تاریخی و واقعی بودن شخصیت او توسط بسیاری از نویسندگان کلاسیک، از جمله ارسطو، پوسانیاس، سیسرون، هرودوت، ویترویوس، اپیکتت و نویسندهٔ ناشناس کتاب سودا تأیید شده است؛ اما داستان‌های افسانه ای زیادی پیرامون نام او وجود دارند.
دیودوروس سیکولوس در کتابی که در باب تاریخ نوشته، می‌گوید میلو از پیروان فیثاغورس بود و همچنین فرماندهی ارتش کروتونی‌ها که در سال ۵۱۱ قبل از میلاد سیباری‌ها را شکست دادند، را برعهده داشت و در حالی در این میدان نبرد شرکت یافت که تاج‌های زیتون المپیک را بر روی سر داشت و در لباسی از جنس پوست شیر و با چماقی در دست، خود را همانند هرکول آراسته بود.
مرگ میلو به موضوعی محبوب در هنر نقاشی و پیکره تراشی در اواخر دوران رنسانس در ایتالیا تبدیل شده بود و تا حدود سال ۱۹۰۰ میلادی ساخت چنین تندیس‌هایی ادامه یافت؛ زیرا به مجسمه‌ساز اجازه می‌داد تا مهارت خود را در یک ژست آناتومیک دراماتیک نشان دهد.

## افسانه‌های قدرت میلو

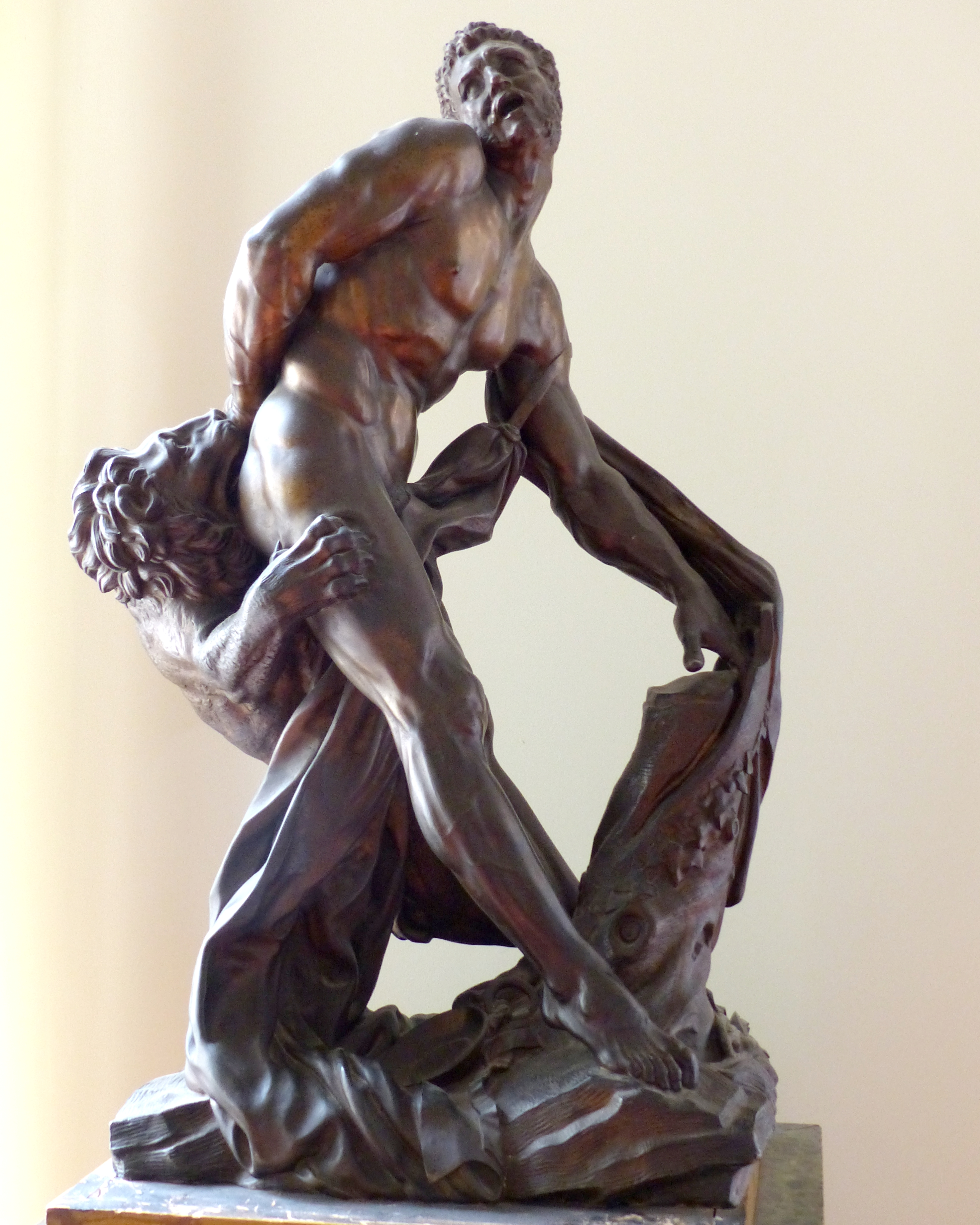
مرگ توسط شیر، اثر لویی میلون

منابع باستانی و افسانه‌ها گزارش می‌دهند که او از نشان دادن قدرت خود بسیار لذت می‌برد. افسانه‌های بسیاری دربارهٔ قدرت‌نمایی او وجود دارد:
- او دست خود را از سر بازو تا انگشتان می‌کشید و مردم را برای خم کردن انگشت کوچکش به چالش می‌کشید.
- او روی یک دیسک آهنی چرب می‌ایستاد و مردم را به چالش می‌کشید تا او را از روی دیسک به زمین بیاندازند.
- اناری را در یک دست می‌گرفت و دیگران را دعوت می‌کرد تا آن را از او بگیرند. هیچ‌کس هرگز نتوانست، و علیرغم اینکه میوه را خیلی محکم نگه می‌داشت، هرگز به انار آسیبی نرسید.
- او در ایام میان دو دورهٔ المپیک، میلو با حمل یک گوساله تازه متولد شده بر پشت خود هر روز تا زمان برگزاری المپیک تمرین می‌کرد. اینچنین تا المپیک بعدی فرا رسد، او یک گاو چهار ساله را بر پشت خود حمل می‌کرد. او پس از آغاز مسابقات گاو که بالغ شده بود را به داخل استادیوم حمل می‌کرد، سپس او را قربانی و کباب می‌کرد و می‌خورد.

## مرگ

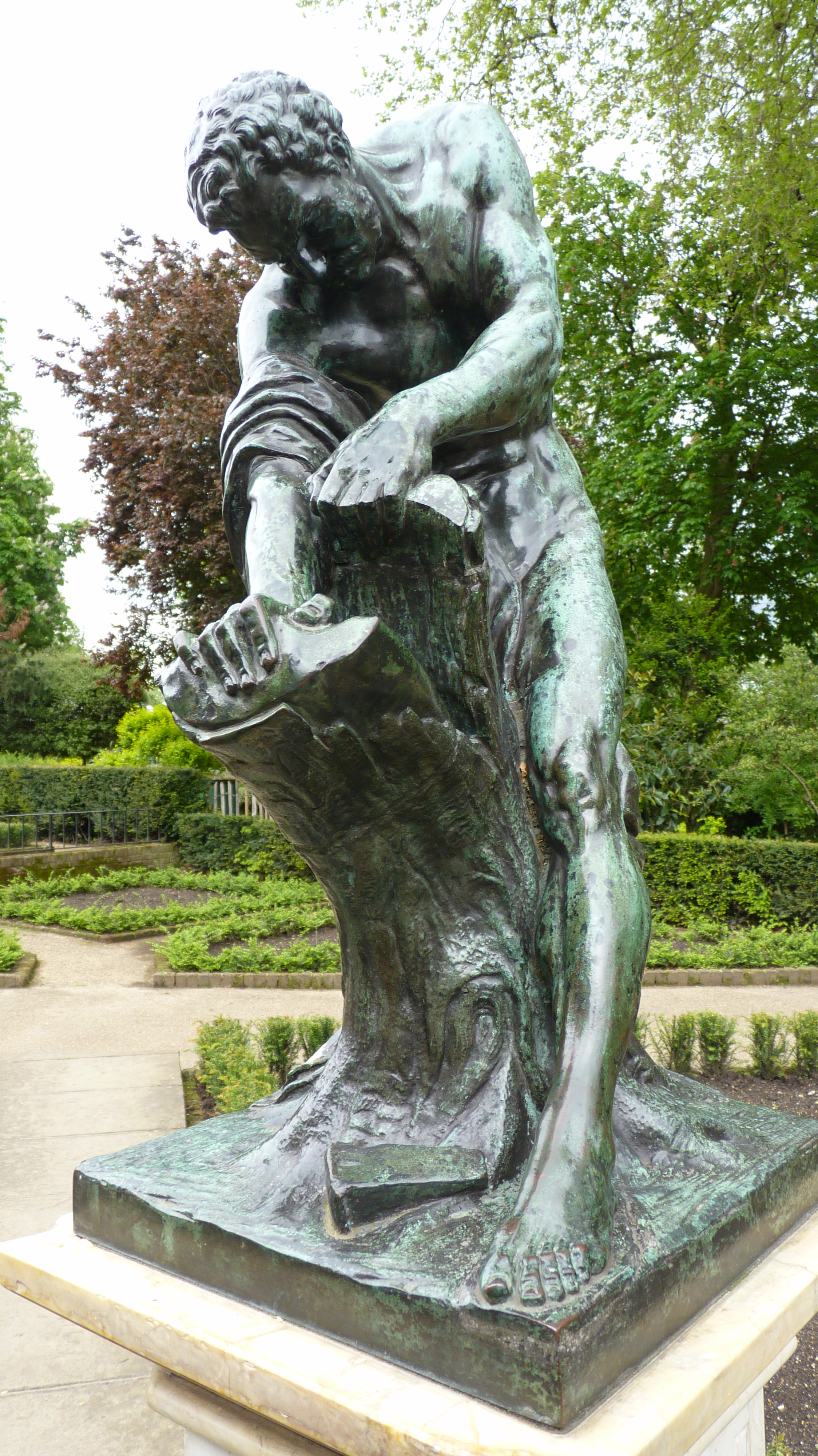
پیکرهٔ میلویِ کروتونی در هالند پارک، لندن؛ دو طرف کنده درخت را گرفته و از هم می‌گشاید.

افسانه‌ها حاکی از آن است که چنین قدرت‌نمایی کردن نهایتاً موجب شکست خوردن او شد. آخرین خودنمایی قدرت او زمانی انجام شد که در حومه شهری سفر می‌کرد و با روستاییان ملاقات کرد که تلاش می‌کردند یک کنده را با چکش و گوه بشکافند. میلو با هیجان از مرد پرسید که آیا می‌توان با قدرت بشری، بدون استفاده از هیچ ابزاری، چوب را از میان شکافت. روستایی که از پیشنهاد میلو به وجد آمده بود، در حالی که میلو به آزمودن این عمل برآمد، برای تهیهٔ غذا برای او رفت. میلو بلافاصله سعی کرد با وارد کردن انگشتانش در شکافی که روستایی گوه‌ها را در آن فروکرده بود، دو سوی کنده را از هم جدا کند. همان‌طور که کنده را به دو سو می‌گشود، گوه‌ها افتادند و انگشتان میلو را به دام انداختند. بدین ترتیب با افتادن گوه‌ها، دو دست میلو داخل شکاف کندهٔ درخت گیر کرد و او در آنجا منتظر شد تا روستایی با غذا برگردد. افسانه در ادامه می‌گوید که عُمر میلو زمانی به سر رسید که دسته‌ای گرگ یا یک شیر از مخمصهٔ او استفاده کردند و او را دریدند. لحظات پایانی این افسانه در پیکره‌ها و تندیس‌های بسیاری به نمایش گذاشته شده است.